# Евер
Е́вер, Йевер (нем. Jever [ˈjeːfɐ]) — город в Германии, районный центр, расположен в земле Нижняя Саксония.
Входит в состав округа Фрисландия. Население составляет 14 301 человека (на 31 декабря 2018 года). Занимает площадь 42,13 км². Официальный код — 03 4 55 007.

## История
До XVI века Евер был племенным владением фризов. Местные жители не знали феодализма и охотно уходили в виталийские братья. Последний из местных вождей Эдо Вимкен-младший незадолго до смерти в 1511 году завещал Евер восточнофризскому правителю Эдцарду при условии, что тот женит своего сына на его дочери.
После смерти Эдцарда его сын отказался от руки Марии Еверской, и горожане выгнали его представителей из города. Когда Мария умерла в 1575 году, горожане старались держать её смерть в тайне, чтобы избежать новых посягательств со стороны потомков Эдцарда. Между тем Ольденбургская династия предъявила завещание Марии, по которому город отходил именно к ним.
От Ольденбургов город по женской линии перешёл к Асканиям, владельцам города Цербст в Анхальте. Последний принц Ангальт-Цербстский умер в 1793 году. Евер унаследовала его единственная сестра, российская императрица Екатерина II. Город стал уделом российской короны. Управляла городом от имени императрицы вдова герцога Фридерика Августа.
В 1807 году его оккупировал Наполеон и включил в состав Голландии, однако в 1813 году Евер вернулся в руки царя. Пять лет спустя российский император уступил его своим родственникам — герцогам Ольденбурга.
| Год  | Население |
| ---- | --------- |
| 1990 | 12 738    |
| 1995 | 13 354    |
| 2000 | 13 741    |
| 2005 | 13 923    |
| 2010 | 13 904    |

## Фотографии

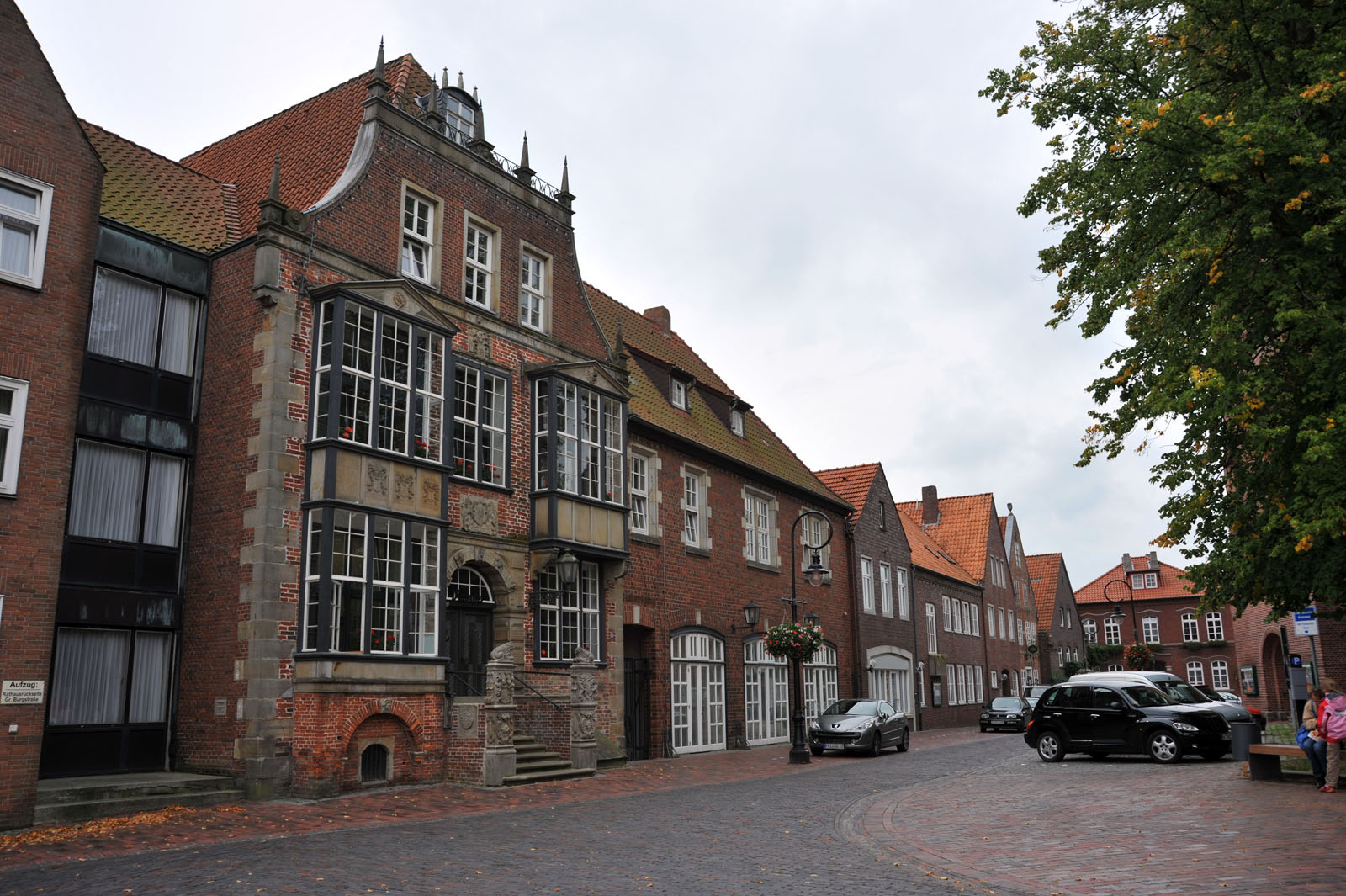
Ратуша города Евер
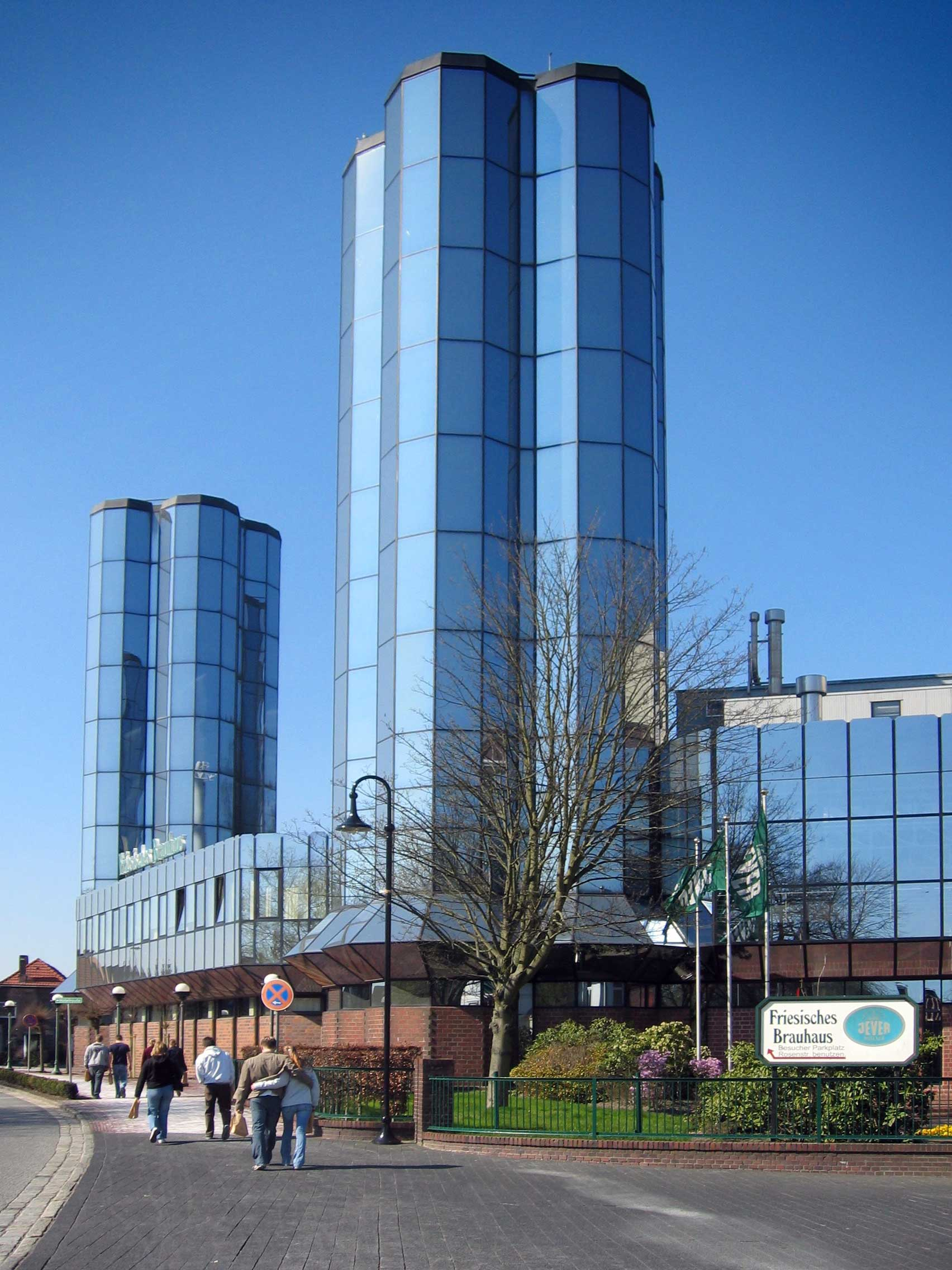
Фризский пивоваренный завод
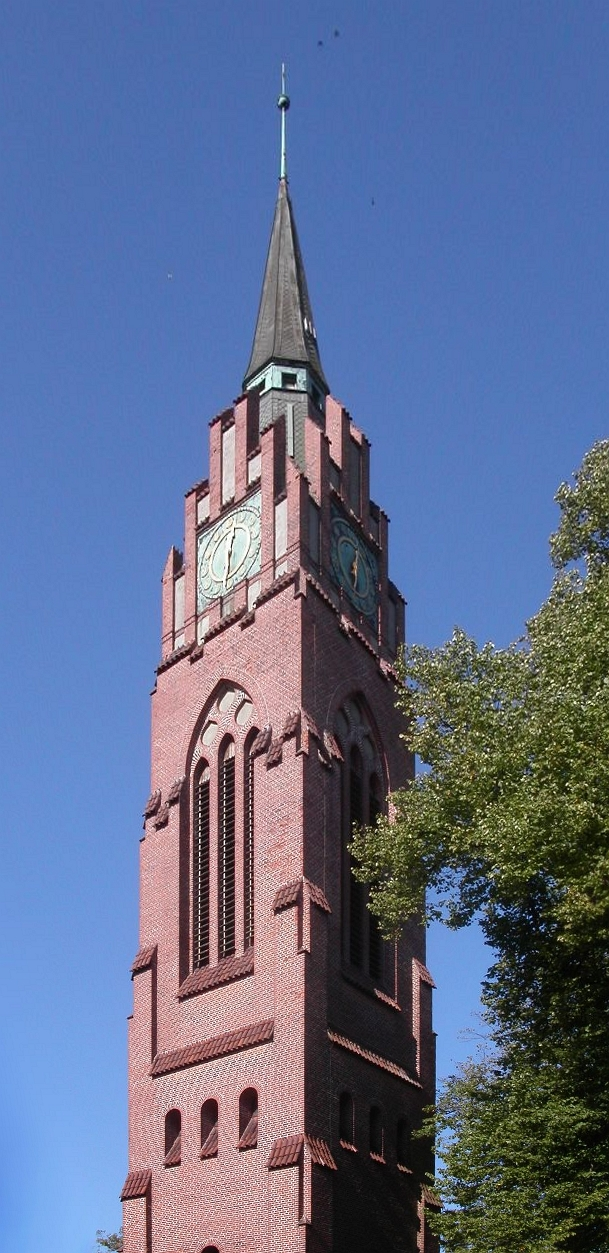
Евангелическая церковь
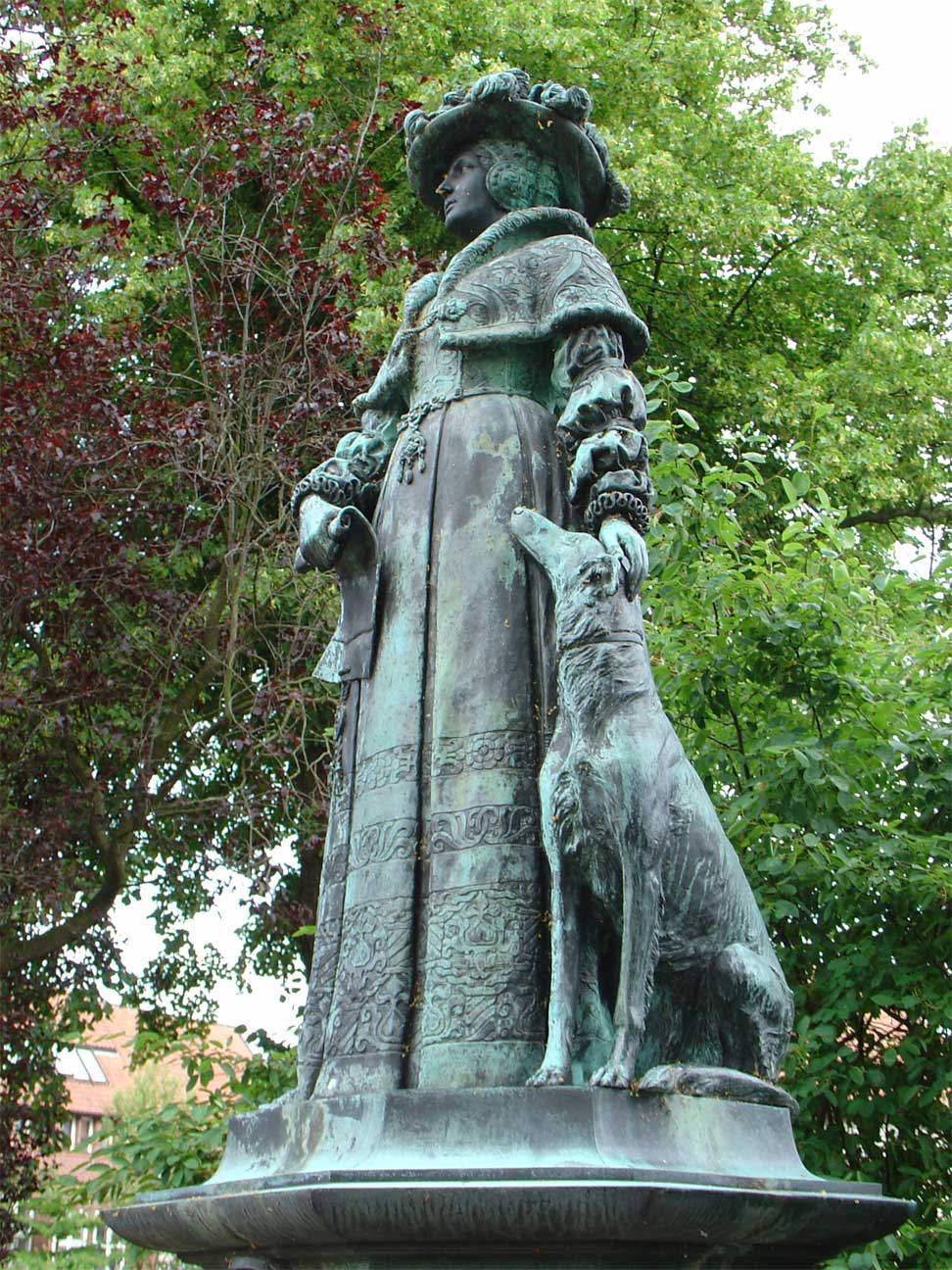
Памятник Марии Еверской

## Известные уроженцы города и окрестностей
- Карл Мартин (1851—1942) — немецкий геолог, палеонтолог.
- Пауль Генрих Герхард Мёринг (1710—1792) — врач, ботаник и орнитолог.
- Кристиан Генрих Вольке (1741—1825) — педагог, служивший в Филантропине в Дессау, и с 1784 по 1801 в Санкт-Петербурге.
- Ульрих Яспер Зеетцен (1767—1811) — путешественник и естествоиспытатель